# 木崎茂男
木崎 茂男（きざき しげお、1917年（大正6年）4月16日 - 没年不明）は、日本の政治家・経営者・犯罪者。自由民主党所属の衆議院議員（1期）。

## 経歴

### 戦傷から政治家・経営者に
東京都出身。
1936年（昭和11年）東京府立青梅農林学校（のち東京都立農林高等学校、現在の東京都立青梅総合高等学校）卒。
1939年（昭和14年）10月に第二次長沙作戦で迫撃砲観測班長として前線に出動中に右膝関節部を負傷して右足を切断して、義足を使っており、1958年（昭和33年）2月21日の「傷恩有志議員協議会」の結成に参加した。
1942年（昭和17年）に東京府西多摩郡成木村（現・青梅市）助役となり、1946年（昭和21年）4月に同村長に就任した。
東京都議会議員に2回当選し、都議時代に成木村の青梅との合併に反対工作をしたとされている。
このほか西多摩酪農業協同・初代組合長並びに三多摩酪農業組合連合会長、1947年（昭和22年）8月に東京都国民健康保険団体連合会委員長、身体障害者福祉委員長、全国国民健康保険中央会副会長、株式会社丸木（現・丸広百貨店）・初代社長、三多摩身体障害者福祉協議会会長なども務めた。
1955年（昭和30年）の第27回衆議院議員総選挙において東京7区から日本民主党公認で立候補して当選した。
首都建設委員委員
1956年（昭和31年）6月から首都圏整備審議会委員を務め、首都圏整備法の成立に尽力し、「首都圏整備法の解説」（信濃教育会出版会）も著している。衆議院議員は1期務め、1958年（昭和33年）の第28回衆議院議員総選挙で落選した。

### 詐欺や利権
木崎が社長を務めていた「株式会社丸木」の資金繰りが急速な出店などで悪化したことから、理事長を兼務していた「東京都国民健康保険団体連合会」や「西多摩酪農業協同組合」との間で「融通手形」が行われるようになった。
しかし、「西多摩酪農業協同組合」は木崎を理事長から解任してこの融通手形のスキームから離脱し、1954年（昭和29年）7月に緊急総会を開いて支払い乳代の凍結と資金増強を行ったが、競合する大手乳業メーカーとの競争への対抗が困難となったこともあって、1956年（昭和31年）6月1日に工場を名糖産業の傘下にあった「協同乳業」に譲渡して、原乳集荷と信用事業以外から撤退することになった。
西多摩酪の離脱後は、木崎が新たに傘下に置いた「鳩和建設」が代わりに入ったものの行き詰まったため、銀座の商事会社だった「島産業」へと相手を変更しながら続けられた。
そうした中で、1955年（昭和30年）12月末に社長を辞任し、市川宗貞が丸木の社長となった。
ところが、その翌年1956年（昭和31年）8月に社長を退任していたにもかかわらず、経理課長を強請って、宛先などを白紙とした当社の約束手形を偽造して、経営していた「島産業」（同年11月中旬倒産）に交付させる事件を起こした。
その手形を割り引いた業者が支払いを受けられなかったことから、一時は国会にも出席せず、自宅からも姿を消して逃亡した。
そして、同年に「株式会社丸木」は事業休止となった。
また、落選後は、不動産会社の「木崎産業」を経営。衆議院議員時代に首都圏整備審議会委員を務めた際に出来た日本住宅公団との関係を活用して、公団の用地取得に介入し、用地を先行取得して公団に転売したり、地権者の代理人として公団の交渉を取りまとめて代金の一部を受領するなど、利権で稼ぎを得た。
ところが、1969年（昭和44年）に住宅公団が、買収価格を複数の不動産鑑定士に委ねると共に、不動産会社との取引形態も、一括契約から個別契約に切り替えるなど、政治家などの介入を難しくする改革を実施。
その後、建材業者に住宅公団の仕事を斡旋すると称して取り込み詐欺を働き、1970年（昭和45年）7月に警視庁捜査2課に詐欺容疑で逮捕され、同月22日に数千万円の手形詐欺容疑で書類送検されることになった。